# Kef Lakhdar
Kef Lakhdar là một đô thị thuộc tỉnh Médéa, Algérie. Dân số thời điểm năm 2002 là 4.054 người.